# Automated Clearing House
Pour les articles homonymes, voir ACH.
Automated Clearing House (ACH) est le nom du système sécurisé de transfert des paiements qui connecte entre elles toutes les institutions financières américaines.

## Description
L'ACH fonctionne en tant que système centralisé de chambre de compensation pour tous les transferts des fonds électroniques (TFE) qui ont lieu sur le territoire national et comme point d'entrée pour les paiements transfrontaliers. Les règles et les régulations sont établies sous l'égide directe du NACHA (l'Association des paiements électronique américains) ainsi que de la Réserve fédérale des États-Unis. Des acteurs comme VISA utilisent ACH pour le traitement automatisé de leurs paiements.
ACH est une entité bancaire, mais elle s'est développée sans statut légal. Le service SafeCheck utilise le réseau ACH pour vérifier en temps réel les chèques déposés chez les commerçants.

## Histoire
ACH a d'abord été conçu pour réduire le nombre de chèques papier et gère maintenant les dépôts directs, la facturation, le paiement des taxes et d'autres services. Il a permis d'accroître l'efficacité et la réduction du temps de transmission des transactions marchandes. En 1991, le réseau de l'ACH fonctionne avec 42 chambres régionales de compensation. De 1995 à 2003, le volume de transactions en valeurs traités par ACH a plus que doublé. En 2007, le réseau ne dénombre plus que 32 chambres.
En 1998, le réseau traitait quelque 5,34 milliards de transactions avec une valeur totale de plus de 16 milliards (16 billions) de dollars.
En janvier 2018, une étude publiée par l'association de consommateurs Lendedu révèle que 18% des acheteurs de Bitcoins effectuent la transaction via ACH.